# Station Larangan
Larangan is een spoorwegstation in de Indonesische provincie Midden-Java.